# كريستين سادلر
كريستين سادلر (بالإنجليزية: Christine Sadler)‏ هي صحفية أمريكية، ولدت في 1902، وتوفيت في 1983.